# Leslie Marr

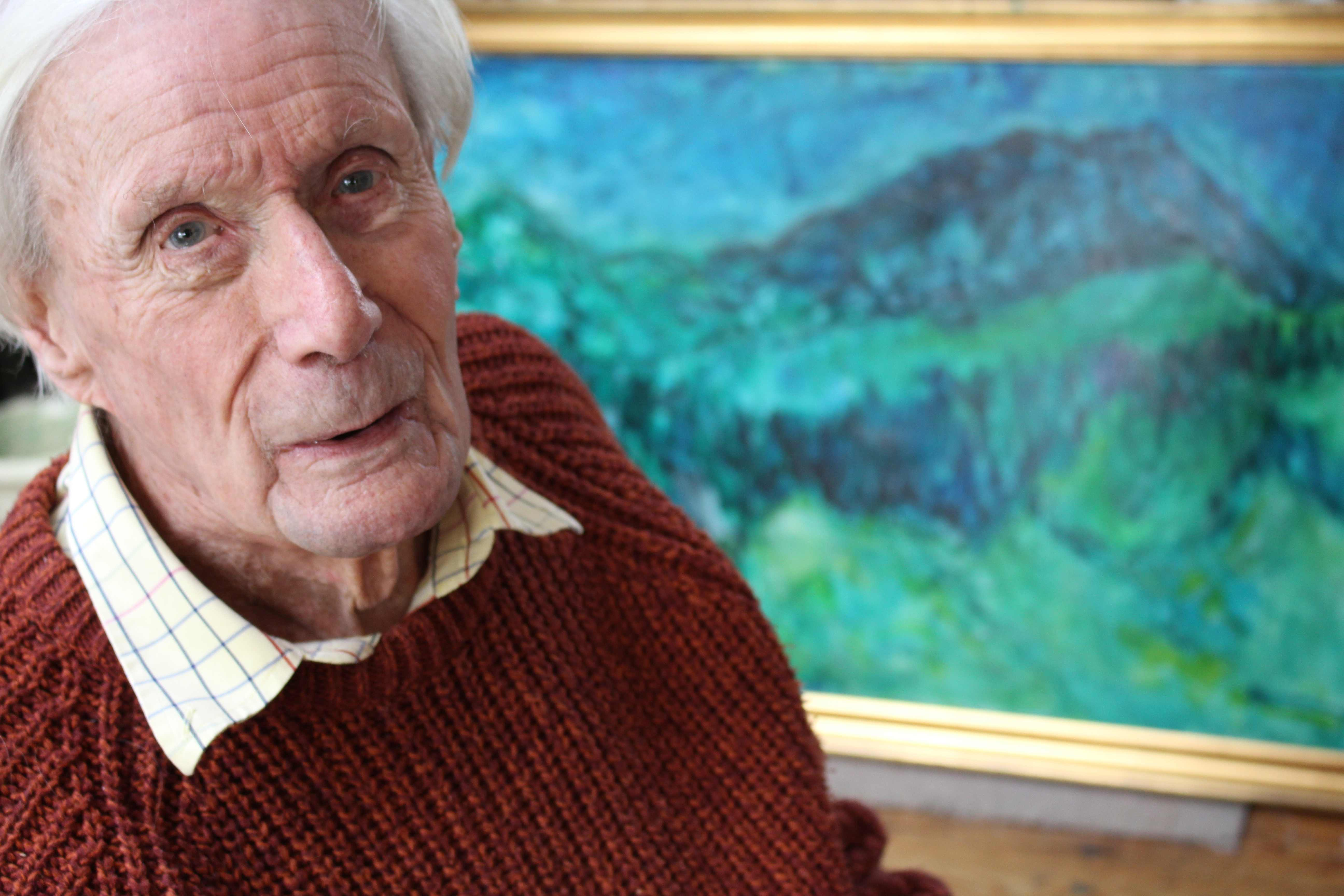
Leslie Marr in 2019

Leslie Marr (Durham, 14 augustus 1922 - Gimingham, 4 mei 2021) was een Brits landschapschilder en een Formule 1-coureur. 
Marr nam deel aan zijn thuisrace in 1954 en 1955 voor het team van Connaught Engineering, maar scoorde bij deze gelegenheden geen punten.
Er hangen kunstwerken van hem in onder andere British Academy, Imperial College London.
Hij overleed op 98-jarige leeftijd in Gimingham.